# Station Klembów
Station Klembów  is een spoorwegstation in de Poolse plaats Klembów.